# سلامة بنت بطي بن خادم بن نهيمان القبيسي
الشيخة سلامة بنت بطي بن خادم بن نهيمان القبيسي، هي زوجة الشيخ سلطان بن زايد بن خليفة آل نهيان حاكم امارة أبوظبي من سنة 1922 إلى 1926.
ذهبت هي وابنائها سنة 1926 إلى إمارة الشارقة، بعد مقتل زوجها سلطان، على يد أخيه صقر بن زايد آل نهيان. ثم عادت إلى أبو ظبي سنة 1928 بعد مقتل صقر.

## أبنائها
- الشيخ شخبوط بن سلطان آل نهيان حاكم أمارة أبو ظبي من سنة 1928 إلى 1966، توفى سنة 1989.
- الشيخ هزاع بن سلطان آل نهيان
- الشيخ خالد بن سلطان آل نهيان
- الشيخ زايد بن سلطان آل نهيان أول رئيس لدولة الإمارات، من سنة 1971 إلى 2004.
- الشيخة مريم بنت سلطان آل نهيان (توفيت في 24 سيتمبر 2002) [2]